# 比爾·哈斯
比爾·哈斯（William Harlan Haas，1982年5月24日—），是一位美國職業高爾夫球運動員。他參加PGA巡迴賽的賽事，並且是2011年聯邦快遞杯的冠軍得主。

## 外部連結
- 比爾·哈斯在PGA巡迴賽的官方網站
- 比爾·哈斯在男子高爾夫世界排名的官方網站